# 班菲尔德竞技俱乐部
班菲尔德竞技俱乐部（西班牙語：Club Atlético Banfield），一般稱為班菲特，是阿根廷布宜诺斯艾利斯省班菲尔德市的体育俱乐部，成立于1896年。主要体育项目为足球。班菲尔德足球队获得过阿根廷足球甲级联赛2009年春季联赛冠军，此外还获得过1951年、2005年甲级联赛亚军。

## 历史
在早期，该队为业余球队。1931年，班菲尔德改为职业队。

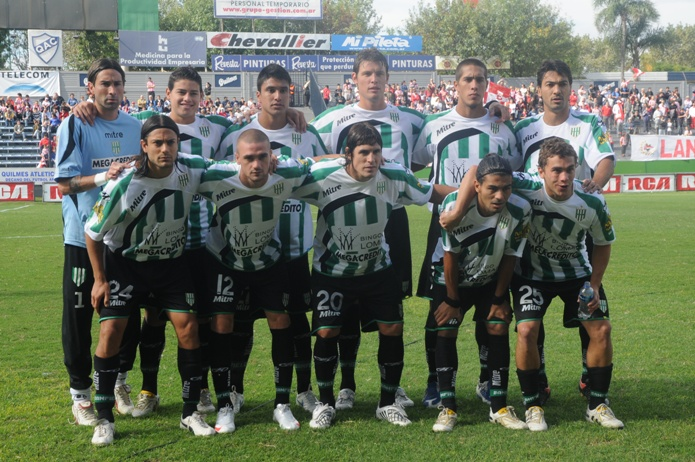